# 짚세기 신고 왔네
"짚세기 신고 왔네"는 1971년 공개된 대한민국의 영화이다.

## 배역
- 신영균
- 윤정희